# Catocala blandula
Catocala blandula är en fjärilsart som beskrevs av George Duryea Hulst 1884. Catocala blandula ingår i släktet Catocala och familjen nattflyn. Inga underarter finns listade i Catalogue of Life.

## Bildgalleri

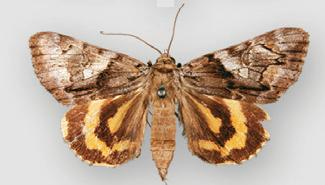